# Парикера-Асу
Парикера-Асу (порт. Pariquera-Açu) — город и муниципалитет в Бразилии, входит в штат Сан-Паулу. Составная часть мезорегиона Южное побережье штата Сан-Паулу. Входит в экономико-статистический микрорегион Режистру. Население составляет 20 964 человека на 2006 год. Занимает площадь 359,691 км². Плотность населения — 58,3 чел./км².

## История
Город основан 30 декабря 1953 года.

## Статистика
- Валовой внутренний продукт на 2003 составляет 94.314.012,00 реалов (данные: Бразильский институт географии и статистики).
- Валовой внутренний продукт на душу населения на 2003 составляет 4.850,55 реалов (данные: Бразильский институт географии и статистики).
- Индекс развития человеческого потенциала на 2000 составляет 0,770 (данные: Программа развития ООН).